# Mitrofan Nejentsev
Mitrofan Osipovitch Nejentsev (russe : Митрофа́н О́сипович Не́женцев) est un colonel d’état-major russe né en 1886 et mort au combat le 12 avril 1918 près de Ekaterinodar. Il participa à la Première Guerre mondiale et à la guerre civile russe. Commandant du régiment d'assaut de Kornilov et actif dans le mouvement blanc du sud de la Russie. Chevalier de l’ordre de Saint-Georges et récipiendaire d’une épée de Saint-Georges.

## Éducation
Diplômé de l’école militaire Alexandre (en 1908), étudie deux ans à l’école militaire d'état-major Nicolas (1914).

## La Première Guerre mondiale
Il sert dans le 58e régiment de Prague et est promu capitaine en second en 1915, puis capitaine en 1916 et rattaché à l’état-major. Responsable du renseignement de la 8e armée commandée par le général Kornilov. Pour bravoure au combat il reçoit le 10 novembre 1915 une épée de Saint-Georges et, le 6 septembre 1917, l’ordre de Saint-Georges de IVe classe.
Début mai 1917 il proposa au commandant de la 8e armée du front sud-ouest, le général Kornilov, de former à partir de volontaires un détachement d’assaut afin de parer à la décomposition du front et de l’armée. Le 19 mai il reçoit la mission de former le 1er détachement d’assaut de la VIIIe armée, le 10 juin 1917 celui-ci reçoit son étendard et est placé sous le commandement nominal du général Kornilov. Le capitaine Nejentsev mène brillamment ses hommes lors de leur baptême du feu le 26 juin 1917 contre des positions autrichiennes proches de Yamchitsy, ce qui permit la prise de Kalouch. Le 11 août le détachement, fort de 3000 hommes, fut transformé en régiment de quatre bataillons sous le commandement de Mitrofan Nejentsev.
Le régiment participa aux opérations militaires du front sud-ouest et se trouvait en août 1917 auprès de l’état-major du commandant en chef Kornilov. Ce dernier n’eut pas recours à cette unité lors de son intervention, ne souhaitant pas mêler le régiment à un conflit politique interne.

## La guerre civile

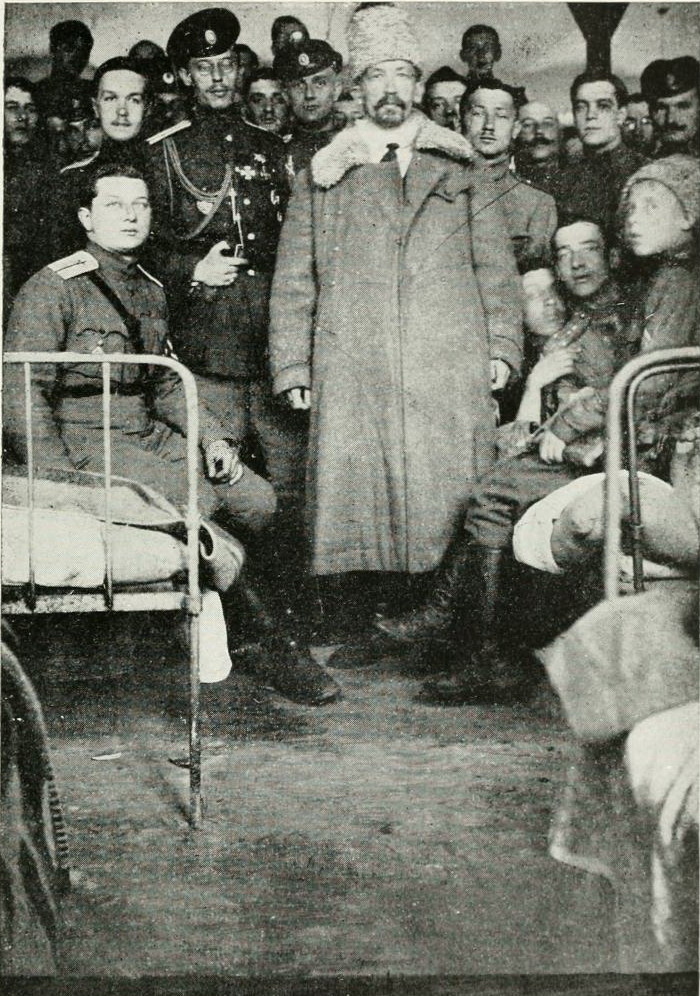
Le général Kornilov avec des officiers du régiment Kornilov. A la droite de Kornilov - M.O. Nezhentsev. Derrière Kornilov - le capitaine Zaremba. Novocherkassk. 1918 г.

Après la prise du pouvoir par les bolchéviques en octobre 1917 Nejentsev devint un fervent partisan de la résistance armée. En octobre 1917 il participa aux combats contre les bolchéviques à Kiev et, fin 1917, rejoint Novotcherkassk avec une grande partie de son régiment (50 officiers et 500 soldats). Il devint le premier commandant de régiment de l’armée des volontaires, formé sur la base du régiment d’assaut, et fut promu colonel. Le général Dénikine décrira Nejentsev comme suit :
« Dévoué à Kornilov et à son idée jusqu’au sacrifice de soi, la portant intacte à travers mille périls, intrépide, vivant par et pour le régiment, emporté par une balle dans un moment d’élan enthousiaste, appelant les rangs hésitant des hommes de Kornilov à l’attaque. »
Il participe à la première campagne du Kouban, au cours de laquelle il tombe au combat lors de l’assaut de Ekaterinodar (la veille de la mort de Kornilov). Le général Dénikine retrace la mort de Nejentsev :
« …Nejentsev donna l’ordre d’attaquer. De sa butte, sur laquelle Dieu l’avait épargné des jours durant, il vit comme la ligne se leva puis s’allongea de nouveau ; relié par des liens invisibles avec ceux qui étaient allongés plus bas il sentit que c’était les limites de l’audace humaine et qu’il était temps de faire appel aux « dernières réserves ». Il descendit de la butte, courut dans le ravin et releva la ligne. — Kornilovtsy, en avant ! Sa voix se figea dans Sa gorge. Une balle le toucha à la tête. Il tomba. Puis se releva, fit quelques pas en avant et tomba de nouveau, fauché par une deuxième balle. »